# Еутимия (медицина)
В психиатрията и психологията еутимията е нормалното, спокойно психическо състояние или настроение.
При тези с биполярно разстройство еутимията е стабилно психическо състояние или настроение, което не е нито маниакално, нито депресивно. Еутимия също е „базовата линия“ на други циклични разстройства на настроението като голямо депресивно разстройство (ГДР), както и гранично разстройство на личността и нарцистично личностно разстройство. Това състояние е целта на психиатричните и психологически интервенции. 
Терминът еутимия произлиза от гръцките думи „eu“, добре, и „thymo“, душа или емоция. Думата “thymos” също имаше четири допълнителни значения: жизнена енергия; чувства и страсти; желания и влечения; и мисъл или интелигентност. Еутимия също произлиза от глагол „euthymeo“, който означава едновременно „щастлив съм, в добро настроение“ и „правя другите щастливи, успокоявам и насърчавам“. Това е основата, върху която е изградена първата формална дефиниция на еутимията. 
Демокрит, който въвежда философската концепция за еутимия, казва, че еутимията се постига, когато „човек е доволен от това, което е налице и налично, като не обръща внимание на хората, на които завиждат и се възхищават, и наблюдава живота на тези, които страдат, но все пак издържат“. Това по-късно е изменено в превода, даден от римския философ Сенека Младши, в който еутимия означава състояние на вътрешно спокойствие и удовлетворение. Сенека е и първият, който свързва състоянието на еутимия с процеса на обучение; за да го постигне, човек трябва да е наясно с психологическото благополучие. Определението на Сенека включва предупреждение  относно откъсването от текущите събития. По-късно гръцкият биограф Плутарх премахва това предупреждение с определението си, което се фокусира повече върху ученето от неблагоприятни събития. 
През 1958 г. Мари Джахода дава модерна клинична дефиниция на психичното здраве от гледна точка на положителните симптоми, като очертава критериите за психично здраве: „автономия (регулиране на поведението отвътре), овладяване на околната среда, задоволителни взаимодействия с други хора и средата, индивидуален стил и степен на растеж, развитие или самоактуализация, нагласите на индивида към себе си”. В нейната дефиниция тя призна липсата на заболяване като необходимо, но не достатъчно, за да представлява положително психично здраве или еутимия. 
Карол Риф (1989) е първата, която разработва цялостна скала, която може да оцени еутимията: шестфакторният модел на психическо благополучие. Скалата от 84 елемента включва аспекти на себеприемане, положителни отношения с другите, автономност, владеене на околната среда, цел в живота и личностно израстване. Тя не включва понятието устойчивост, което хората в областта започват да добавят в началото на 21. век. 
Паратимията, от друга страна, е свързана с патологичния смях (наречен „Witzelsucht “). 

## Връзки
1. ↑  Black DW. Pathological laughter. A review of the literature //  J Nerv Ment Dis 170 (2).   1982. DOI:10.1097/00005053-198202000-00001. с. 67–71.

|  | Тази страница частично или изцяло представлява превод на страницата Euthymia (medicine) в Уикипедия на английски. Оригиналният текст, както и този превод, са защитени от Лиценза „Криейтив Комънс – Признание – Споделяне на споделеното“, а за съдържание, създадено преди юни 2009 година – от Лиценза за свободна документация на ГНУ. Прегледайте историята на редакциите на оригиналната страница, както и на преводната страница, за да видите списъка на съавторите. ВАЖНО: Този шаблон се отнася единствено до авторските права върху съдържанието на статията. Добавянето му не отменя изискването да се посочват конкретни източници на твърденията, които да бъдат благонадеждни. |